# Infierno del desarrollo

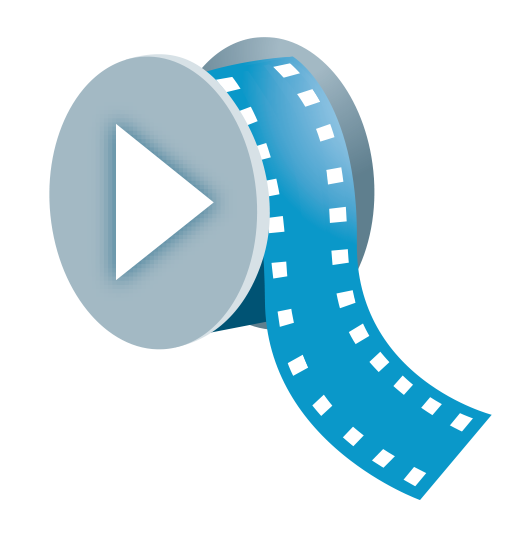
Video seminario web sobre conservación digital. Icono utilizado para temas de conservación digital

El infierno del desarrollo (también llamado infierno de producción o desarrollo infernal, en inglés, development hell) es un término utilizado en la jerga de la industria de los medios para referirse a una película, un videojuego, un programa de televisión, un guion, una aplicación de software, un concepto o una idea que se mantiene en desarrollo (a menudo se mueve entre diferentes equipos, guiones o estudios) por un tiempo especialmente largo antes de que progrese a producción, si es que alguna vez lo hace. Los proyectos en infierno de desarrollo no se cancelan oficialmente, pero el trabajo en ellos se ralentiza o se detiene.

## Descripción general
Las compañías de la industria cinematográfica a menudo compran los derechos cinematográficos de muchas novelas populares, videojuegos e historietas, pero puede llevar años que esas propiedades se lleven a la pantalla con éxito y, a menudo, con cambios considerables en la trama, los personajes y el tono general. Este proceso de preproducción puede durar meses o años. La mayoría de las veces, un proyecto atrapado en este estado durante un período prolongado de tiempo será abandonado por todas las partes interesadas o se cancelará directamente. A medida que Hollywood comienza diez veces más proyectos que se lanzan, muchos guiones terminarán en este estado de limbo. Esto ocurre más a menudo con proyectos que tienen múltiples interpretaciones y reflejan varios puntos de vista.

## Causas
En el caso de un guion cinematográfico o televisivo, generalmente el guionista ha vendido exitosamente un guion a productores o ejecutivos de estudio, pero luego los nuevos ejecutivos asignados al proyecto pueden presentar objeciones a decisiones anteriores, obligando a reescrituras y refundiciones. A medida que los directores y actores se unen al proyecto, se pueden volver a redactar y refundir, para satisfacer las necesidades de los nuevos talentos involucrados en el proyecto.
También puede darse el caso de que los guionistas tengan un problema con el acuerdo final de derechos después de firmar una opción, que requiere una investigación sobre la cadena de título. El proyecto puede quedar bloqueado hasta que la situación se resuelva y los participantes del proyecto estén contentos con los términos completos.
Si una película está en desarrollo pero nunca recibe los fondos de producción necesarios, otro estudio puede ejecutar un acuerdo de cambio y producir con éxito la película. Un ejemplo de esto es cuando Columbia Pictures detuvo la producción de E.T. the Extra-Terrestrial. Universal Pictures luego tomó la película y la convirtió en un éxito. Si un estudio abandona completamente un proyecto cinematográfico, los costos se dan de baja como parte de los gastos generales del estudio. A veces, los estudios detendrán la producción de una película para garantizar que los actores involucrados estarán disponibles para un proyecto diferente que el estudio prefiere.
El artista conceptual e ilustrador Sylvain Despretz ha sugerido que "El infierno del desarrollo no ocurre con directores sin nombre. Ocurre solo con directores famosos con los que un estudio no se atreve a romper. Y así es como terminas por dos años"., ya sabes, pulir un turd. Hasta que, finalmente, alguien se aleja, a un gran costo ".
Con los videojuegos, el progreso lento y la falta de fondos pueden llevar a los desarrolladores a enfocar sus recursos en otros lugares. Ocasionalmente, las partes completas de un videojuego no cumplen con las expectativas, y los desarrolladores posteriormente deciden abandonar el proyecto en lugar de comenzar de cero. El fallo comercial de un videojuego lanzado también puede dar lugar a retrasos o cancelaciones de posibles secuelas.

## Ejemplos notables

### Películas
- Alien vs. Depredador: Alien vs. Depredador se planeó por primera vez poco después del lanzamiento en 1990 de Depredador 2, para lanzarse en algún momento de 1993. Se detuvo por más de una década, con cambios constantes de actores, reinicios y promociones fallidas de la película hasta que finalmente fue lanzado en 2004.[9]

- Akira: Warner Bros. adquirió los derechos para realizar la adaptación estadounidense en vivo de la película de anime y el manga del mismo nombre en 2002, y se han realizado varios intentos para filmarla.[10] Los directores adjuntos al proyecto desde 2002 han incluido a Stephen Norrington, Ruairí Robinson, los hermanos Hughes, George Miller, Christopher Nolan y Jaume Collet-Serra. En 2019 se anunció que el rodaje se haría más tarde ese año, en una producción producida por Andrew Lazary Leonardo DiCaprio, y dirigida por Taika Waititi.[11] Sin embargo, en junio de 2025 The Hollywood Reporter informó que Warner Bros había perdido la licencia exclusiva otorgada por Kōdansha para la realización del filme,[12] dejando nuevamente a este en un estado de pausa indefinida.

- Alita: Battle Angel: la adaptación de acción en vivo de James Cameron de la serie de manga de Yukito Kishiro, Alita: Ángel de combate estaba en un infierno de desarrollo a principios de la década de 2000. El proyecto finalmente se completó bajo la dirección de Robert Rodriguez y se lanzó en el 2019.[13]

- Atlas Shrugged: Las adaptaciones cinematográficas y posteriores de la novela de Ayn Rand se desarrollaron en el infierno durante casi 40 años[14] antes de que la novela finalmente se presentara en la primera parte de una trilogía en 2011. La Parte II apareció en 2012, y La Parte III se publicó en septiembre de 2014.[15]

- Atuk: Una adaptación cinematográfica de la novela El incomparable Atuk. Norman Jewison compró los derechos de la película por primera vez en 1971, y desde entonces ha habido varios intentos para producirla. Una leyenda de Hollywood sostiene que el proyecto está maldito, debido a la muerte prematura de varios actores que expresaron interés en el papel principal: John Belushi, Sam Kinison, John Candy, Phil Hartman y Chris Farley.[16]

- Austin Powers 4: La posibilidad de una tercera secuela de la película Austin Powers: International Man of Mystery fue anunciada por primera vez en 2005 por Mike Myers, quien dijo: "¡Hay esperanza!" y "Todos estamos dando vueltas y hablando entre nosotros. Echo de menos hacer los personajes".[17] En julio del año 2008, Mike Myers declaró que había comenzado a escribir Austin Powers 4, y que la trama es "realmente sobre el Dr. Malito y su hijo".[18] En septiembre de 2013, cuando se le preguntó sobre el futuro de Austin Powers, Myers respondió: "Todavía estoy pensando en eso".[19]

- Bajirao Mastani: La película fue concebida en la década de 1990 y finalmente fue anunciada en 2003, pero se archivó indefinidamente debido a su siempre cambiante elenco. La película fue finalmente revivida en 2014 y entró en producción de inmediato, y se estrenó en diciembre de 2015.[20]

- Batman Unchained: El fracaso de Batman & Robin en 1997 dificultó muchos intentos de producir una quinta película de Batman hasta que Warner Bros. optó por reiniciar la serie en el 2005, lo que dio como resultado Batman Begins, que tuvo un éxito mucho mayor.[21]

- Beetlejuice 2: En 1990, Tim Burton encargó una secuela de Beetlejuice llamada Beetlejuice Goes Hawaiian, escrita por Jonathan Gems.[21] Después de reescribir múltiples estudios, en 1997 Gems declaró que la película nunca se realizará. En 2011, Warner Bros. contrató a Seth Grahame-Smith para escribir y producir una secuela.[22] En 2013, Winona Ryder expresó su interés en la secuela y dijo: "Soy algo así como un juramento de secreto, pero parece que podría estar sucediendo 27 años después".[23] En enero de 2015, el escritor Grahame-Smith dijo que el guion estaba terminado y que él y Burton tenían la intención de comenzar a filmar antes de fin de año, y que tanto Keaton como Ryder volverían en sus respectivos roles.[24] En abril de 2019, Warner Bros. declaró que la secuela había sido archivada.[25]

- Beverly Hills Cop III: Pasó por varias revisiones de guiones, incluido un tratamiento (una idea para guion) que hizo que Axel Foley se uniera a un detective de Scotland Yard (que iba a ser interpretado por Sean Connery), hasta que finalmente fue aprobada la versión definitiva, estrenada en 1994.[26][27][28][29]

- El trabajo brasileño: una secuela de la nueva versión de 2003 de The Italian Job estaba en desarrollo en el verano de 2004, pero se ha enfrentado a múltiples retrasos. La fotografía principal estaba programada para comenzar en marzo de 2005, con una fecha de lanzamiento proyectada para noviembre o diciembre de 2005.[30] Sin embargo, el guion nunca se finalizó, y la fecha de lanzamiento se retrasó en algún momento de 2006,[31] y más tarde para verano 2007.[32] El escritor David Twohy se acercó a Paramount Pictures con un guion original titulado The Wrecking Crew, y aunque al estudio le gustó la idea, pensaron que funcionaría mejor como una secuela de The Italian Job.[33] Grey estaba programado para regresar como director, así como la mayoría, si no todos, del elenco original.[32][33] Al menos dos borradores del guion se habían escrito para agosto de 2007, pero el proyecto no había sido iluminado.[34]

- A Confederacy of Dunces, la novela ganadora del premio Pulitzer, ha tenido una adaptación cinematográfica anunciada al menos siete veces, con algunos de los intentos de escribir un guion completo y la mayoría de los personajes principales del elenco de la novela. Siempre se atascó y se abandonó.[35][36][37][38][39][40][35][41][42]

- Club de compradores de Dallas: el guion fue escrito en septiembre de 1992 por Craig Borten. A lo largo de la década de 1990, escribió 10 guiones diferentes, con la esperanza de que fuera recogido. No pudo obtener respaldo financiero, pasando por tres directores diferentes, y finalmente se lanzó en 2013, con la dirección de Jean-Marc Vallée.[43]

- La Torre Oscura: una adaptación de La Torre Oscura había estado en desarrollo desde al menos 2007.[44] La película se estrenó el 4 de agosto de 2017.[45]

- Deadpool: Deadpool estuvo en el infierno del desarrollo durante más de 15 años.[46] En mayo del año 2000, Artisan Entertainment anunció un acuerdo con Marvel Entertainment para coproducir, financiar y distribuir una película basada en la Americana libros de historietas de la editorial Marvel Comics y su personaje de Deadpool.[47] En febrero del año 2004, New Line Cinema intentó producir una película de Deadpool con el escritor/director David S. Goyer trabajando en la escisión y el actor Ryan Reynolds en el papel principal;[48][49] El mismo Reynolds se interesó en el personaje después de descubrir que Cable & Deadpool, Deadpool se refiere a su propia aparición como " Ryan Reynolds cruzó con un Shar-Pei".[50][51] En agosto, Goyer perdió interés en favor de otros proyectos.[52] En marzo de 2005, después de que New Line puso a Deadpool en el cambio, 20th Century Fox se interesó en avanzar en la producción del proyecto.[53] Fox consideró una derivación de Deadpool al principio del desarrollo de X-Men Origins: Wolverine, que tenía a Reynolds en el papel,[48] y después del primer fin de semana, el éxito de esa película anunció que estaba prestando Deadpool a los escritores, con Lauren Shuler Donner como productora.[54] Donner quería que la película reiniciara el personaje de Deadpool, ignorando la versión en X-Men Origins: Wolverine e incluyendo los atributos que el personaje tiene en los cómics, como romper la cuarta pared.[55] Rhett Reese y Paul Wernick fueron contratados para escribir el guion en enero de 2010,[56] y Robert Rodriguez recibió un borrador inicial del guion ese mes de junio.[57] Después de que las negociaciones con Rodríguez fracasaron, Adam Berg emergió como uno de los principales contendientes para dirigir.[58] En abril de 2011, el especialista en efectos visuales Tim Miller fue contratado como director, haciendo de la película su debut como director.[59] En septiembre de 2014, Fox le dio a la película una fecha de estreno el 12 de febrero de 2016.[60] La película se lanzó en esa fecha a críticas positivas[61][62] y se convirtió en la novena película más taquillera de 2016 en todo el mundo,[63] así como la película con clasificación R de mayor recaudación de todos los tiempos.[64][65]

- Death Note: Esta película de suspenso sobrenatural de 2017; basada vagamente en el manga japonés y el anime del mismo nombre, respectivamente; estaba en desarrollo desde agosto de 2007.[66] La compañía de producción estadounidense Vertigo Entertainment originalmente iba a desarrollar la nueva versión, con Charley y Vlas Parlapanides como guionistas y Roy Lee, Doug Davison, Dan Liny Brian Witten como productores.[67] El 30 de abril de 2009, Variety informó que Warner Bros., los distribuidores de las películas japonesas originales de acción en vivo, había adquirido los derechos para una nueva versión estadounidense, con los guionistas y productores originales aún adjuntos.[68] En 2009, Zac Efron respondió a los rumores de que interpretaría el papel principal de la película al afirmar que el proyecto "no estaba en primer el plano".[69] El 13 de enero de 2011, se anunció que Shane Black había sido contratada para dirigir la película, con el guion escrito por Anthony Bagarozzi y Charles Mondry.[70] Los estudios de Warner planearon cambiar la historia de fondo de Light Yagami a una de venganza en lugar de justicia y eliminar a Shinigami de la historia. Black se opuso a este cambio, y no había sido iluminado en verde.[71] Black confirmó en una entrevista de 2013 con Bleeding Cool que todavía estaba trabajando en la película.[72] En julio de 2014, se rumoreaba que Gus Van Sant reemplazaría a Black como el nuevo director de la película, con Dan Lin, Doug Davison, Roy Lee y Brian Witten como productores a través de Vertigo Entertainment, Witten Pictures y Lin Pictures.[73] La película fue dirigida finalmente por Adam Wingard y fue distribuida por Netflix para un agosto de 2017 con críticas polarizantes pero en su mayoría negativas; Tanto de la crítica como del público, especialmente de los aficionados.

- ¡Pelea de comida!: En 2004, se anunció la película de CGI Foodfight. Descrito como "Toy Story en un supermercado", la película prometió reunir a más de 80 personajes publicitarios famosos con talento de voz, incluidos Charlie Sheen, Christopher Lloyd, Eva Longoria, Hilary y Haylie Duffy Wayne Brady. El director Lawrence Kasanoff esperaba que fuera un éxito comercial y que la mercancía de la película apareciera en las tiendas antes de la fecha de estreno. Sin embargo, la película se topó con muchos problemas.[74] A finales de 2002/principios de 2003, Kasanoff informó que los discos duros que contenían activos no terminados de la película habían sido robados en lo que él llamó un acto de "espionaje industrial". Después de varios años, finalmente se mostró un tráiler[75] en AHM en 2011, una empresa compró los derechos de distribución de DVD para la película en Europa,[76] y en 2012 se lanzó un lanzamiento estadounidense de video a pedido.

- Gigantic: una película de comedia de fantasía animada de Walt Disney Animation Studios. Basada en el cuento popular inglés "Jack and the Beanstalk", la historia se desarrolla en España, en la que Jack se hace amigo de una gigante femenina. El proyecto se habría establecido para su lanzamiento el 25 de noviembre de 2020, pero se archivó en octubre de 2017 durante el desarrollo debido a dificultades creativas.[77][78]

- ID Forever Part I and II: Las secuelas del Día de la Independencia se desarrollaron en el infierno desde 1997 hasta 2009, cuando el director Roland Emmerich anunció la preproducción de las películas, que estaban planeadas para ser filmadas en forma consecutiva.[79] Sin embargo, se cambió el nombre de ID Forever Part I a Independence Day: Resurgence para su lanzamiento el 24 de junio de 2016.[80]

- The Jetsons: Una adaptación en vivo de The Jetsons fue anunciada por primera vez a finales de 1984 por Paramount Pictures. La película iba a ser ejecutada por Gary Nardino y estrenada en 1985, pero no lo hizo.[81] A finales de la década de 1980, Universal Studios compró los derechos cinematográficos de The Flintstones y The Jetsons de Hanna-Barbera Productions. El resultado fue la película animada Jetsons: The Movie, que se estrenó en 1990. En mayo de 2007, el director Robert Rodriguez entabló conversaciones con Universal Studios y Warner Bros. para filmar una adaptación de cine de acción en vivo de The Jetsons para un posible estreno teatral en 2009, habiendo discutido en ese momento la dirección de una adaptación cinematográfica de Land of the Lost con Universal. Rodríguez no estaba seguro de qué el proyecto seguiría a continuación, aunque el último borrador de guion para The Jetsons por el escritor asignado Adam F. Goldberg estaba más avanzado en el desarrollo.[82] La película se estrenaría en 2012. Sin embargo, a principios de 2012, Warner Bros. Pictures retrasó indefinidamente el lanzamiento de la película. También en 2012, Warner Bros. contrató al dúo de guionistas Van Robichaux y Evan Susser para reescribir el guion. La productora Denise Di Novi dijo en 2011 que Rodríguez estaba fuera del proyecto porque su visión de la película "no era una versión de estudio convencional". Kanye West informó a través de Twitter en febrero de 2012 que estaba en conversaciones para ser director creativo de The Jetsons.[83]

- Parque Jurásico IV: en marzo de 2001, Joe Johnston, director de Parque Jurásico III, dijo que él y el productor ejecutivo Steven Spielberg habían discutido la idea de una historia para una cuarta película de Parque Jurásico, que Johnston no estaba interesado en dirigir.[84] En mayo de 2001, Spielberg hizo que Amblin Entertainment comenzara el desarrollo de ideas para Parque Jurásico IV, que planeaba producir.[85] A finales de Parque Jurásico III y su producción, Spielberg ideó una idea de la historia que creía que debería haber sido utilizado para la tercera película.[86] En junio de 2001, Johnston anunció que no dirigiría la película y que Spielberg tenía una idea de la historia que extendería la mitología de la serie.[87] En enero de 2003, Jeff Goldblum dijo que le habían pedido que permaneciera disponible para un posible retorno de su personaje, Ian Malcolm.[88] A finales de mes, se informó que la historia involucraría a dinosaurios que emigran al territorio continental de Costa Rica. Un equipo de expertos, incluidos Alan Grant e Ian Malcolm, planifican una expedición a una isla en alta mar y descubren a los dinosaurios que se reproducen libremente. La trama involucraría a los personajes ideando una manera de restringir la propagación de los dinosaurios y evitar un desastre ecológico.[89] En diciembre de 2008, un mes después de la muerte de Crichton, Marshall y Kennedy dijeron que la cuarta película prevista en la secuencia había sido abandonada.[90] A principios de 2010, Johnston dijo que Parque Jurásico IV sería esencialmente el comienzo de una segunda trilogía de Parque Jurásico.[91][92][93] Johnston también dijo que la película presentaría nuevos personajes y una historia que no involucraba un parque temático de dinosaurios, y que no usaría la historia del borrador inicial de 2004 de Sayles. Johnston esperaba seguir desarrollando el proyecto con Spielberg después de que terminaran otros proyectos, incluida la película de 2011 de Johnston, Capitán América: el primer vengador.[93] A pesar de esto, Spielberg dijo en octubre de 2011 que el guion estaba siendo escrito por Protosevich, y que sentía que la historia en la que estaban trabajando era más fuerte que la de Parque Jurásico III.[94] El 11 de enero de 2013, Universal dijo que la película se haría en 3D y se lanzaría el 13 de junio de 2014.[95] En febrero, se informó que Kathleen Kennedy no produciría la película a favor de centrarse en Star Wars: Episodio VII - El despertar de la Fuerza para 2015.[96] Frank Marshall asumió el control como productor principal. Poco después, el director de operaciones de estudio en Raleigh Studios en Baton Rouge, Louisiana, confirmó que Universal Pictures había reservado espacio allí desde abril hasta noviembre de 2013, sin especificar el motivo.[97] La película se estrenó en más de 60 países a partir del 10 de junio de 2015.

- La película de Keith Moon: una película biográfica de The Who el baterista Keith Moon fue lanzada por primera vez por el cantante de The Who, Roger Daltrey en 1994. Una película competidora del mánager personal de Keith Moon, Peter "Dougal" Butler, producida por Robert De Niro y escrita por Dick Clement e Ian La Frenais, fue cancelada en 1998 después de que Daltrey hizo que Pete Townshend negara el uso de la música por parte de The Who.[98] Desde entonces, algunos nombres importantes se han adjuntado a la película (un guion de Alex Cox[99] entre muchos escritos, y un papel protagónico para Robbie Williams[100] o Mike Myers[101]) pero ningún guion ha conseguido aún la aprobación de Roger Daltrey.[102] A partir de 2013, la película se adjunta a Exclusive Media y Da Vinci Media Ventures.[103]

- Amor y Misericordia: El nombre de la canción de 1988, una película biográfica de los Beach Boys Brian Wilson se propuso que año con William Hurt como Wilson. Las discusiones para un largometraje biográfico continuaron durante décadas, pero la producción no despegó hasta 2011 con el director Bill Pohlad y el guionista Oren Movermana la cabeza. La película se estrenó en 2014, protagonizada por Paul Dano y John Cusack como Wilson.[104]

- Mad Max 4: En 1995, George Miller volvió a adquirir los derechos de las futuras películas de Mad Max de Warner Bros.[105] La idea de una cuarta entrega se le ocurrió a Miller en agosto de 1998 cuando caminaba en una intersección en Los Ángeles.[106] Aproximadamente un año después, mientras viajaba de Los Ángeles a Australia, la idea se unió. Miller concibió una historia donde "los malvados violentos luchaban, no por petróleo o por bienes materiales, sino por seres humanos".[106] La película se rodó en 2001 a través de 20th Century Fox, pero se pospuso debido a los ataques del 11 de septiembre de ese mismo año.[107] "El dólar estadounidense se derrumbó frente al dólar australiano, y nuestro presupuesto se disparó", dijo Miller, y agregó que "tuvo que pasar a Happy Feet porque había una pequeña ventana cuando estaba listo". Mel Gibson, quien protagonizó las tres películas anteriores, no volvería a su papel de personaje principal. Miller terminó reeditando el papel debido a las controversias que rodearon a Gibson y porque quería que Max permaneciera a una edad más temprana, como el "mismo guerrero contemporáneo".[106] Miller anunció en 2003 que se había escrito un guion para una cuarta película, y que la preproducción estaba en las primeras etapas.[108] El proyecto recibió luz verde. Para comenzar a filmar en el desierto australiano en mayo de 2003 con un presupuesto de US $ 100 millones, pero la ubicación fue arruinada por la lluvia. Mad Max 4 entró entonces en una pausa debido a las preocupaciones de seguridad relacionadas con su lanzamiento en Namibia debido a las restricciones de viaje y envío más estrictas al comienzo de la Guerra de Irak.[109][110] La película fue estrenada el 15 de mayo de 2015.

- El hombre que mató a Don Quijote: una adaptación suelta del cuento de Don Quijote escrito y dirigido por Terry Gilliam. La producción comenzó originalmente en 1998, pero durante el rodaje en 2000, una cantidad importante de dificultades, como la instalación y el equipo destruidos por las inundaciones, la salida de la película debido a la enfermedad, los problemas para obtener un seguro para la producción y otras dificultades financieras, llevaron a una repentina suspensión de la producción y su posterior cancelación. Parte del infierno de desarrollo se muestra en el documental Lost in La Mancha. Gilliam hizo varios intentos adicionales para reactivar el proyecto[111][112][113][114][115] hasta que el rodaje finalmente se completó en 2017 y la película terminada se estrenó el año siguiente.

- Me and My Shadow: una película de comedia de fantasía animada de DreamWorks Animation que presentaría la animación CG del estudio, combinada con la animación tradicional dibujada a mano. La película se anunció en diciembre de 2010 y está programada para una fecha de estreno en marzo de 2013.[116] Luego vería dos cambios de fecha de lanzamiento, primero a noviembre de 2013[117] y luego a marzo de 2014.[118] En febrero de 2013, Se anunció que la película había vuelto a desarrollarse con una fecha de lanzamiento desconocida.[119] Después de la adhesión con NBC Universal, DreamWorks anunció que había revivido la producción de la película para su lanzamiento en 2019, retitulada como Shadows.

- Midnight Run 2: En 2010, se anunció que Universal Pictures había contratado a Tim Dowling para escribir una secuela de Midnight Run, con Robert De Niro listo para repetir su papel de Jack Walsh. Además de protagonizar, el actor estaba programado para producir la película con Jane Rosenthal. Se dijo que era posible que Charles Grodin repitiera su papel y que Martin Brest regresara para dirigir la secuela.[120] De Niro dijo que la trama giraría en torno a su personaje ayudando al hijo de Grodin, "quien se metió en problemas".[121]

- Popeye: En marzo de 2010, se informó que Sony Pictures Animation está desarrollando una película de Popeye animado por computadora en 3D, con Avi Arad produciéndola.[122] En noviembre de 2011, Sony Pictures Animation anunció que Jay Scherick y David Ronn, los escritores de Los Pitufos, están escribiendo el guion de la película.[123] En junio de 2012, se informó que Genndy Tartakovsky había sido programado para dirigir la función,[124] que planeaba hacer "lo más ingenioso y poco realista posible".[125] En noviembre de 2012, Sony Pictures Animation estableció la fecha de lanzamiento para el 26 de septiembre de 2014,[126] que fue retrasado para mayo de 2013.[127] En marzo de 2014, Sony Pictures Animation actualizó su calendario, programó la película para 2016 y anunció a Tartakovsky como el director de Hotel Transylvania 2, que dirigía al mismo tiempo que Popeye.[128] El 18 de septiembre de 2014, Tartakovsky reveló una secuencia de "prueba de animación", sobre la que dijo: "Es algo que representa lo que queremos hacer. No podría estar más emocionado por cómo resultó".[129] En marzo de 2015, a pesar de las imágenes de prueba bien recibidas, se anunció que la película no se estrenará en 2016 porque Tartakovsky dejó de trabajar en el proyecto y, en cambio, dirigiría Can You Imagine?, que se basa en su propia idea original. pero fue desechado.[130][131] En enero de 2016, se anunció que TJ Fixman escribiría la película.[132]

- The Postman: El autor David Brind escribió el esfuerzo de diez años para que su novela se produzca como una película. La producción comenzó en 1987, pero la película final no se estrenó hasta 1997. En el proceso, el guion pasó por tantas revisiones que el guion de rodaje apenas se parecía al libro, y luego los escritores "tomaron prestados" elementos del libro para mejorar la película. La película fue una bomba de taquilla y fue revisada negativamente.[133]

- Sin City: Una dama para matar: Una secuela de Sin City, anunciada para un lanzamiento en 2008, no entró en producción hasta 2012,[134] y se lanzó en 2014.

- Meteoro: una película de Speed Racer de acción en vivo estaba en marcha desde 1992, cuando Warner Bros. optó por los derechos para hacer una versión cinematográfica de ella en unión con Silver Pictures.[135] En octubre de 1994, al cantante Henry Rollins se le ofreció el papel del Corredor X.[136] En junio de 1995, Johnny Depp fue elegido para el papel principal de Meteoro, cuya producción está programada para comenzar el próximo octubre,[137] En septiembre de 2000, Warner Bros. y la productora Lauren Shuler Donner contrataron al guionista y director Hype Williams para que asumiera el mando del proyecto.[138] En junio de 2004, Vince Vaughn encabezó un renacimiento del proyecto al presentar una toma para la película que desarrollaría a los personajes con mayor fuerza. Vaughn fue elegido como el Corredor X y también fue vinculado al proyecto como productor ejecutivo. Con la producción nunca activada, Vaughn finalmente se separó del proyecto.[139] Sin embargo, The Wachowskis fueron incorporados al estudio para escribir y dirigir la película en octubre de 2006. La película se estrenó el 9 de mayo de 2008. Aunque los críticos le dieron críticas mixtas y fueron una bomba de taquilla; Fue recibido positivamente por los aficionados.

- The Strangers: Prey at Night: Después del éxito de la película de terror de 2008, The Strangers, uno de los estudios que la produjo, Intrepid Pictures, comenzó a trabajar en una secuela.[140] El escritor/director de la primera película, Brian Bertino, coescribió un guion con Ben Ketai.[141] El proyecto fue originalmente programado para ingresar a la fotografía principal en 2009,[141] tiempo durante el cual fue titulado provisionalmen teThe Strangers: Part II.[140] Se consideró que los directores Laurent Briet y Marcel Langenegger dirigían, pero finalmente se eligió a Johannes Roberts.[142] En 2010, Relativity Media dejó a The Strangers: Part II en espera porque decidieron que la película podría no interesarle, a pesar de que Universal Pictures estaba dispuesta a distribuirla. Sin embargo, Rogue Pictures confirmó en enero de 2011 que la secuela estaba nuevamente en producción, y que luego estaba programado para comenzar la filmación a partir de abril de 2011; En un comunicado de prensa, Rogue reveló que la trama se referiría a "una familia de cuatro personas que han sido desalojados de su hogar debido a la economía, y reciben la visita de los mismos tres desconocidos de la primera película".[143] Después de un período de desarrollo problemático,[142] el rodaje de la secuela comenzó el 30 de mayo de 2017.[144] Ahora titulado The Strangers: Prey at Night, la película se estrenó el 9 de marzo de 2018.[145]

- Superman Lives: el nombre dado a un proyecto iniciado por el productor Jon Petersen en 1993 como Superman Reborn. La película propuesta habría seguido la línea de la historia del cómic conocida como La muerte de Superman. Jonathan Lemkin fue contratado para escribir el guion inicial, pero Peters contrató a una serie de guionistas adicionales para revisar el guion, entre ellos Gregory Poirier en 1995 y Kevin Smithen 1996. El director Tim Burton se unió a la película, con Nicolas Cage. elegidos como el Hombre de acero, y varios guionistas más fueron subidos a bordo para varias reescrituras más. Burton se retiró a fines de 1998 citando diferencias con el productor Peters y los estudios, optando en cambio por dirigir Sleepy Hollow. Escritores y directores adicionales se adjuntaron al proyecto en varias ocasiones durante los próximos años. El proyecto de Peters pasó por varias permutaciones más antes de evolucionar a Superman Returns, lanzado en 2006, 13 años después del inicio del desarrollo inicial.[146][147] El viaje de la película a través del infierno del desarrollo fue luego explorado por un documental sobre el tema, La muerte de "Superman Lives": What Happened?, lanzado en 2015.[148]

- Timeless: Timeless es una historia escrita por Michael Bartlett (autor de The Zombie Diaries).[149] En 2009, un cartel y un concepto de arte fueron lanzados.[150] La producción de la película se detuvo por completo con el lanzamiento de Looper, ya que Bartlett sintió que las dos eran demasiado similares.[151] A partir de 2013, Boundless Pictures había optado por el escrito para Timeless.[152]

- Venom: el desarrollo de una película de acción en vivo basada en el personaje de Marvel Comics del mismo nombre comenzó en 1997, cuando David S. Goyer escribió un guion para una película 'Venom' para New Line Cinema. Pero nunca despegó, pero luego sería reavivada por Sony Pictures luego de la primera aparición de Venom en Spider-Man 3 en 2007, pasaría por varias etapas de desarrollo durante más de una década antes de ser lanzada en octubre de 2018 dirigida por Ruben Fleischer.

- Warcraft: Una adaptación en vivo de la serie Warcraft se anunció por primera vez en 2006.[153] La película pasó varios años en el infierno del desarrollo antes de que el proyecto avanzara. Estaba programado para un lanzamiento en 2016.[154] La película se estrenó en junio de 2016 en todo el mundo con un estreno en París en mayo.[155]

- Watchmen: la película de 2009 basada en la novela gráfica de Alan Moore de DC Comics tuvo Varios problemas; tales como cuatro estudios diferentes y varios directores y guionistas que se adjuntan al proyecto; Detuvo el desarrollo de la adaptación a través de veinte años. Eso fue hasta 2006, cuando Zack Snyder fue contratado como director de la película. Finalmente fue lanzado el 6 de marzo de 2009.

- Wild Wild West: La película de 1999 basada en la serie de televisión de 1960 The Wild Wild West tuvo su inicio de producción cuando Warner Bros. adquirió los derechos cinematográficos de la serie de televisión en 1992, en la que Richard Donner fue contratado para dirigir un guion de Shane Black. Eso habría sido protagonizado por Mel Gibson como Jim West (Donner, casualmente, dirigió tres episodios de la serie original). Sin embargo, Donner y Gibson abandonaron el proyecto para trabajar en una adaptación cinematográfica de Maverick en 1994. Después de que Tom Cruise se retiró del proyecto (luego de ser elegido para protagonizar la ausencia de Gibson) para protagonizar Mission: Impossible (1996), Will Smith y el director Barry Sonnenfeld colaboraron para comenzar la producción en Wild Wild West en 1997; La película se estrenó finalmente el 30 de junio de 1999 como un gran fracaso crítico y comercial.

- The Works: una película animada por computadora planeada desarrollada esporádicamente en el Instituto de Tecnología de Nueva York entre 1979 y 1986. Si hubiera sido lanzada, habría sido la primera película animada por computadora, anterior a Toy Story (1995). Debido a la limitada tecnología en ese momento, así como a razones financieras y falta de interés, solo se completaron 10 minutos de la película.[156]

- The X-Files: Quiero creer: la segunda película basada en el popular programa de televisión estadounidense Expedientes secretos X comenzó la planificación de la preproducción en 2001 y se anunció su lanzamiento en 2003 para seguir la novena temporada del programa, pero languideció en su desarrollo hasta que finalmente se produjo para su lanzamiento en el verano de 2008, seis años después de que la serie de televisión original hubiera terminado.[157][158]

### Música
- Chinese Democracy: la banda de rock Guns N' Roses comenzó a trabajar en este álbum a finales de los años noventa. En el tiempo entre su concepción y lanzamiento, casi toda la formación de la banda había cambiado en numerosas ocasiones. Una vez fue apodado por The New York Times "El álbum más caro que nunca se hizo".[159] Grabado en catorce estudios separados con costos de producción reportados de $ 13 millones, Chinese Democracy se lanzó finalmente en noviembre de 2008.[160]

- Detox: un álbum de estudio del artista estadounidense de grabación de hip hop Dr. Dre, programado para ser su álbum de canciones de cisne, fue originalmente programado para su lanzamiento entre 2011 y 2012, que se lanzará a través de Aftermath Entertainment e Interscope Records. La producción para Detox comenzó en el año 2000, pero se retrasó varias veces porque el Dr. Dre quería concentrarse en la producción de artistas que estaban en su sello discográfico Aftermath. El trabajo para el próximo álbum data de 2001,[161] donde su primera versión fue llamada "el álbum de rap más avanzado", por el productor Scott Storch.[162] Incluso a principios de la producción de Detox, se anunció que sería el último álbum de estudio del Dr. Dre,[162] que se confirmó en diferentes puntos a lo largo del proceso de producción de diez años del álbum.[163] Debido a que el Dr. Dre había declarado que estaba cansado de rapear sobre el uso de marihuana y el estilo de vida estereotipado de gángsters, planeaba hacer de Detox un musical de hip-hop que cuenta la historia de un asesino a sueldo profesional y su familia, con una fecha de lanzamiento prevista para el verano de 2003.[161] Inicialmente anunciado en 2000 después del lanzamiento del álbum anterior del Dr. Dre 2001 (1999), Detox.ha pasado por muchas presentaciones durante su período de producción de 11 años, no teniendo una fecha de lanzamiento confirmada, debido a que el Dr. Dre cree que el proyecto "no fue lo suficientemente bueno". Sin embargo, el álbum generó dos singles oficiales, " Kush " y " I Need a Doctor". En enero de 2004, el coproductor Scott Storch presentó apariciones como 50 Cent, Eminem, Game y Snoop Dogg. Keri Hilson le dijo a Rap-Up que había grabado material para el álbum, pero no estaba segura de si las canciones harían el corte final.[164] J. Cole Declaró que grabó con Dre pero se negó a explicar.[165] La producción del álbum finalmente fue cancelada el 1 de agosto de 2015, con el Dr. Dre en cambio lanzando un álbum nuevo, Compton, inspirado en la producción concurrente de la película Straight Outta Compton, una semana más tarde, el 7 de agosto.

- The Smile Sessions: Las grabaciones de archivo del álbum inacabado de Beach Boys Smile tardaron casi 45 años en compilarse para un lanzamiento dedicado. Numerosas complicaciones contribuyeron a su demora excesivamente prolongada, incluido el miedo irracional del líder del grupo Brian Wilson. El hermano y compañero de banda Carl Wilson comparó la estructura del álbum con la edición de una película, como explica el compilador Alan Boyd: "Creo que tenía razón al respecto. El tipo de edición que requería el proyecto parecía más el proceso de armar una película que un pop grabar."[166]

- Estampida de los elefantes Disco: Este sería el sexto álbum de Americannu metal de la banda Limp Bizkit. El primer sencillo "Lightz (City of Angels)" fue lanzado el 26 de octubre de 2012. Después de muchos retrasos, el segundo sencillo del álbum, "Ready to Go", con el compañero de etiqueta Lil Wayne, fue lanzado el 16 de abril de 2013, para Revisiones positivas.[167] La banda dejó oficialmente su sello anterior Cash Money Records el 26 de octubre de 2014.[168][169] En febrero de 2016, Metal Injection informó que la banda todavía estaba en el estudio grabando el nuevo álbum.[170] Se terminó publicando el 31 de octubre de 2021 después de 9 años de grabación.

- Tiempo I y II: en 2006, la banda finlandesa de melodic death/power metal Wintersun comenzó a trabajar en su segundo y tercer álbum, Time I y Time II, que inicialmente estaban destinadas a ser lanzadas como un solo álbum. La grabación comenzó en mayo de ese año, pero los álbumes recibirían retrasos de varios años por una multitud de razones, y la complejidad de la mezcla de cada canción no fue la menor de ellas. Time I fue lanzado el 19 de octubre de 2012.[171] Se esperaba que Time II fuera lanzado a principios de 2014, pero terminó demorándose mucho más, y aún no se ha publicado, sin fecha de lanzamiento establecida.[172] The time II se anunció más tarde para no ser el tercer álbum de Wintersun a principios de 2017.[173]

### Videojuegos
- Aliens: Colonial Marines: anunciado por primera vez en el año 2001, Aliens: Colonial Marines pasó más de 12 años en el infierno del desarrollo. El juego original que se anunció en 2001 y que está en desarrollo por Check Six Games, fue cancelado. Los derechos de los videojuegos de la franquicia Alien se vendieron en diciembre de 2006 a Sega.[174] Gearbox Software anunció posteriormente que se haría cargo del desarrollo de los Marines coloniales, con la intención de que fuera un seguimiento directo de Aliens.[175] El juego pasaría otros 7 años en desarrollo, durante el cual los recursos de Gearbox también fueron consumidos por otros proyectos, como Duke Nukem Forever, así como su propia franquicia Borderlands, que resulta en gran parte del desarrollo del juego que se subcontrata a otros estudios. El juego fue lanzado en 2013, donde fue criticado por tener varios errores y problemas de juego, gráficos de baja calidad, así como una falta de continuidad consistente con la franquicia de la película Alien. Más controversia surgió cuando se descubrió que Gearbox y Sega habían presentado demostraciones del juego en convenciones que tenían una calidad gráfica notablemente más alta que el producto final.[176][177][178][179][180]

- Banjo-Pilot: Uno de los primeros juegos de Game Boy Advance (GBA) anunciado,[181] Rare's Banjo-Pilot tuvo un período de desarrollo tumultuoso.[182] Rare y Nintendo anunciaron el juego en el E3 2001 bajo el título Diddy Kong Pilot.[183] En este punto, era la secuela de Diddy Kong Racing de Rare, con personajes de Donkey Kong y Mario, y podía controlarse inclinando la GBA.[184] Originalmente estaba programado para ser lanzado a principios de 2002,[185] pero surgieron una serie de problemas, como que Nintendo no estuviera contenta con el juego y la política de la empresa hacía imposible el progreso. Cuando Microsoft adquirió Rare en septiembre de 2002, Rare perdió los derechos de los personajes de Nintendo y se vio obligado a reemplazarlos con personajes de su serie Banjo.[184] Banjo-Pilot fue finalmente lanzado en 2005, después de un período de desarrollo de casi cinco años.[186]

- Beyond Good and Evil 2: La próxima secuela del videojuego de 2003, Beyond Good and Evil. El original fue lanzado en 2003, fue elogiado por la crítica y ganó un culto, pero fue considerado un fracaso comercial. Su director dijo en una entrevista en mayo de 2008 con la revista francesa Jeuxvideo.fr que una secuela de Beyond Good & Evil había estado en preproducción durante un año, pero Ubisoft aún tenía que aprobarla.[187] Ubisoft anunció oficialmente una secuela en el 2016.[188][189][190] Ubisoft mostró el primer nuevo tráiler de Beyond Good and Evil 2 durante su Conferencia E3 2017 y se anunció como precuela del primer juego.[191]

- Dead Island 2: En agosto de 2017, Deep Silver reiteró que el juego aún estaba en desarrollo, y realizó una declaración similar en julio de 2018.[192][193][194][195]

- Deep Down: un título de trabajo para un próximo videojuego de búsqueda de mazmorras en modo cooperativo para un solo jugador/multijugador por Capcom creado para la PlayStation 4. El juego ha sido descrito como similar al propio Dragon's Dogma de Capcom; así como la serie Dark Souls, aunque con menor dificultad.[196] El anuncio del juego comenzó en febrero de 2013 cuando Sony presentó la PlayStation 4 y Yoshinori Ono de Capcom, conocido por su trabajo en la serie Street Fighter,[197] reveló Deep Down junto con su nuevo motor de juego "Panta Rhei", diseñado específicamente para PlayStation 4.[198] Deep Down era el título de trabajo, y se anunció que Panta Rhei reemplazaría a MT Framework como el motor de juego de Capcom.[198] El tráiler revelador mostraba a un guerrero armado luchando contra un dragón medieval que escupe fuego.[199] Eligieron hacer una nueva marca de libertad para explorar la arquitectura de la consola de videojuegos de próxima generación, y así evitar limitaciones de las expectativas de los consumidores.[197] El juego no tuvo presencia en la expo de videojuegos E3 2013.[199] A principios de 2015, Kazunori Sugiura declaró en una entrevista con 4 gamer que la visión para el juego se había expandido desde su revelación inicial de 2013, para atraer mejor a los jugadores a largo plazo, por lo que el calendario de desarrollo se había ampliado.[200] En junio de 2018, Capcom extendió la marca registrada del juego.[201]

- Diablo III: El desarrollo comenzó en 2000 por Blizzard North, y continuó hasta que el estudio se cerró en 2005.[202] Un desarrollo completamente nuevo comenzó en 2006, y el juego se lanzó en 2012.

- Duke Nukem Forever: La secuela del juego de 1996 Duke Nukem 3D, Duke Nukem Forever, estuvo en el infierno del desarrollo durante 14 años: desde 1997[203] hasta su fecha de lanzamiento en 2011. El largo tiempo de desarrollo fue causado por numerosos factores, entre ellos el cambio del motor Quake II al motor Unreal,[203] teniendo un personal de desarrollo relativamente pequeño para los estándares modernos (los copropietarios de 3D Realms, George Broussard y Scott Millersos tuvieron que hacer que el juego se lanzará "cuando se terminara"), conflictos entre 3D Realms y su editor, Take-Two Interactive, sobre cómo había estado manejando los retrasos constantes, y la eventual quiebra de 3D Realms.[204][205][206] En 2009, los derechos de la franquicia Duke Nukem se vendieron a Gearbox Software, quien finalmente completó el juego y lo lanzó en 2011.[207][208][209][210] El juego obtuvo críticas mixtas, con la mayoría de las críticas dirigidas hacia los controles torpes del juego, los largos tiempos de carga, el humor ofensivo y el diseño general envejecido.[211][212][213]

- Final Fantasy XV: Originalmente titulado Final Fantasy Versus XIII, se anunció en el año 2006 como una derivación de Final Fantasy XIII exclusivamente para PlayStation 3. Después de un largo período con pocas noticias sobre el juego, se volvió a anunciar como la próxima entrega de la línea principal. la serie sobre PlayStation 4 y Xbox One, que sufrió grandes cambios de dirección, como hacer del juego una historia independiente y reemplazar a la heroína principal.[214][215] El juego se lanzó en todo el mundo el 29 de noviembre de 2016, más de 10 años después de que se anunció inicialmente, pero aun así la historia estaba incompleta y se reparó a través de un DLC episódico.[216][217][218]

- El Último Guardián: El Último Guardián se anunció en el año 2007 para su desarrollo en Team Ico.[219] Un corto tráiler lanzado en 2007 muestra a un niño que se hace amigo de una criatura gigante con forma de pájaro/gato. Los conflictos creativos entre los desarrolladores y la editorial Sony hicieron que el juego permaneciera en el infierno del desarrollo, particularmente después de que el líder del proyecto, Fumito Ueda, abandonó a Sony pero permaneció activo en el desarrollo del juego. Además, el retraso en el desarrollo hizo que Sony cambiara la plataforma de destino de la antigua PlayStation 3 a la nueva PlayStation 4, extendiendo aún más el tiempo para volver a trabajar el motor del juego. Sony aseguró a los fanáticos que el juego todavía estaba en desarrollo durante los próximos seis años, pero que contaba con pocos detalles, hasta junio de 2015, cuando el juego se volvió a presentar formalmente como un título de PlayStation 4 que se lanzó en diciembre de 2016.[220]

- Mother 3: Una secuela de Mother 2 de 1994 (lanzada como EarthBound 1995 en América del Norte). El juego fue pensado inicialmente para ser lanzado en el Super Famicom como su predecesor,[221] antes de cambiar el enfoque a la unidad de disco Nintendo 64. Tras el fallo de la unidad de disco, el juego se cambió a la Nintendo 64 estándar,[222] antes de que el equipo de desarrollo no tuviera experiencia con la creación de videojuegos orientados a 3D y una gran serie de retrasos hicieron que el juego se cancelara silenciosamente en 2000. Finalmente, los activos del proyecto cancelado se recopilaron posteriormente y se convirtieron a un formato 2D, y el proyecto reinició el desarrollo en el Game Boy Advance. Nueve años después de su concepción, Mother 3 finalmente se lanzó en Game Boy Advance en 2006, pero solo en Japón.

- Mount and Blade II: Bannerlord: Bannerlord es una secuela del juego 2010 Mount and Blade: Warband.[223] Se anunció por primera vez en el año 2012, pero Tale Worlds Entertainment aún tiene que programar una fecha de lanzamiento a pesar de las constantes actualizaciones y el desarrollo.[224] El juego ha desarrollado un seguimiento de culto y su lanzamiento o falta de él se ha convertido en el tema de numerosos memes y publicaciones de blog.

- Owlboy: este juego se anunció formalmente en el año 2008 con un pequeño tráiler de juego. El juego se presentó cinco años después en la conferencia de la industria de los videojuegos PAX 2013.[225] con una fecha de lanzamiento prevista para 2013. En el PAX 2016, se anunció que el juego se lanzaría el 1 de noviembre de 2016.[226][227]

- Prey 2: El original Prey del 2006 fue desarrollado por Human Head Studios; considerado un éxito poco después del lanzamiento, se hicieron planes para una secuela de Prey 2. Los derechos de Prey se transfirieron de 3D Realmsa ZeniMax Media (los propietarios de Bethesda Softworks) en 2009, y la secuela se anunció completamente en 2011 para un lanzamiento planificado para 2012. Las pantallas demostradas mostraron tanto la jugabilidad como la narrativa que estaban ligeramente conectadas al juego original, una decisión que tomaron Human Head y Bethesda para cumplir mejor con la visión de los desarrolladores tras la transferencia de propiedad a ZeniMax. Ocurrieron problemas detrás de las escenas que hicieron que Human Head detuviera el desarrollo a finales de 2011, y a principios de 2012, Bethesda afirmó un retraso en el desarrollo del juego. Comenzaron a circular rumores de que Human Head había sido retirado del proyecto con tareas de desarrollo asignadas a Arkane Studios. Para octubre de 2014, Prey 2 había sido cancelada oficialmente por Bethesda. Sin embargo, persistían los rumores de que Arkane todavía estaba involucrado con un proyecto. Esto se reveló a mediados de 2016 como un nuevo juego titulado Prey, una reimaginación de los conceptos de Prey pero que, por lo demás, no tiene conexión con el juego original o el Prey 2 cancelado; este nuevo título se lanzó el 5 de mayo de 2017 para Windows, Xbox One y PlayStation 4.[228]

- Psychonauts 2: El primer título de Double Fine como estudio fue Psychonauts, lanzado en 2005. El título fue muy elogiado por los críticos por sus personajes y escritura, pero se consideró un fracaso comercial. Los psiconautas más tarde instalaron un culto, y los fanáticos instaron a Tim Schafer, CEO de Double Fine y director creativo principal del juego, a desarrollar una secuela del título. A menudo es mencionado por los periodistas de juegos en listas de juegos que necesitan secuelas.[229][230] El desarrollo de la secuela requeriría un editor interesado en el juego, y Double Fine se acercó a los editores con la idea; Schafer dijo que en estos lanzamientos, señaló el gran número de ventas legítimas a través de la distribución digital y los medios ilegítimos de piratería de software.[231] En los Premios de videojuegos del 2015, Schafer anunció los planes de Double Fine para trabajar en Psychonauts 2 mediante una campaña de financiación colectiva a través de la Fig. La compañía buscó $ 3.3 millones en fondos para el juego, lo que representó aproximadamente un tercio de los costos de desarrollo planificados, y aumentaría el dinero aportado por Double Fine y un inversor externo.[232] Double Fine estrenó el primer tráiler completo del juego en The Game Awards 2018.[233]

- Shenmue III: El tercer juego en la serie Shenmue de Yu Suzuki y Sega AM2 ha estado en el infierno del desarrollo desde principios de la década de 2000, cuando fue cancelado después Shenmue II a causa de la decisión de Peter Moore de discontinuar la producción de la consola Sega Dreamcast. El desarrollo de Shenmue III se reavivó a través de una campaña de micromecenazgo de Kickstarter récord en 2015, y el juego se lanzaró finalmente en 2019.[234]

- Star Citizen: el desarrollo del juego comenzó en 2011, y se financia en su mayoría con una gran campaña de financiación colectiva. El juego se planeó originalmente para su lanzamiento en 2014, pero los retrasos significativos en la producción y la expansión de las funciones de juego (característica de arrastramiento) hicieron que se retrasara indefinidamente. Debido a la mala gestión, parte del trabajo inicial realizado para el módulo de disparos en primera persona se ha eliminado por completo,[235] lo que ha generado un desperdicio de recursos financieros y tiempo de desarrollo. A partir de ahora, no hay una fecha de lanzamiento clara para el juego.

- Team Fortress 2: fue anunciado en 1999 y tardó 8 años en ser lanzado. Con un cambio completo en la jugabilidad y la dirección artística, el lanzamiento en Norteamérica se llevó a cabo el 9 de octubre de 2007. A diferencia de la gran mayoría de juegos que quedaron atrapados en el infierno del desarrollo, el desarrollo de Team Fortress 2 fue bastante estructurado y recibió un gran reconocimiento por parte de los críticos al momento de su lanzamiento.[236]

- Geometry Dash: Actualización 2.2: está actualización se anunció en 2017 en el Twitter de RobtopGames, el desarrollador del juego. La actualización llevó desarrollándose por más de 6 años, hasta que dieron la fecha de lanzamiento, que sería en octubre de 2023, la actualización se retrasó hasta Noviembre, luego a Diciembre, y terminó lanzándose en el 18 de diciembre de 2023.

- Tekken X Street Fighter: este juego de lucha cruzada se anunció el 24 de julio de 2010 en la Comic-Con de San Diego 2010 junto con Street Fighter X Tekken, producida por Capcom. Se planificó el lanzamiento del juego para las consolas PlayStation 3 y Xbox 360.[237][238][239][240] Todavía estaba en sus primeras etapas de desarrollo y no se publicaron imágenes ni videos en el 2010 Comic-Con.[241][242] El 22 de abril de 2016, Harada declaró que el desarrollo de Tekken X Street Fighter estaba ahora oficialmente en espera.[243] A partir de enero de 2019, el juego aún está en desarrollo.